# Bodenseewerk

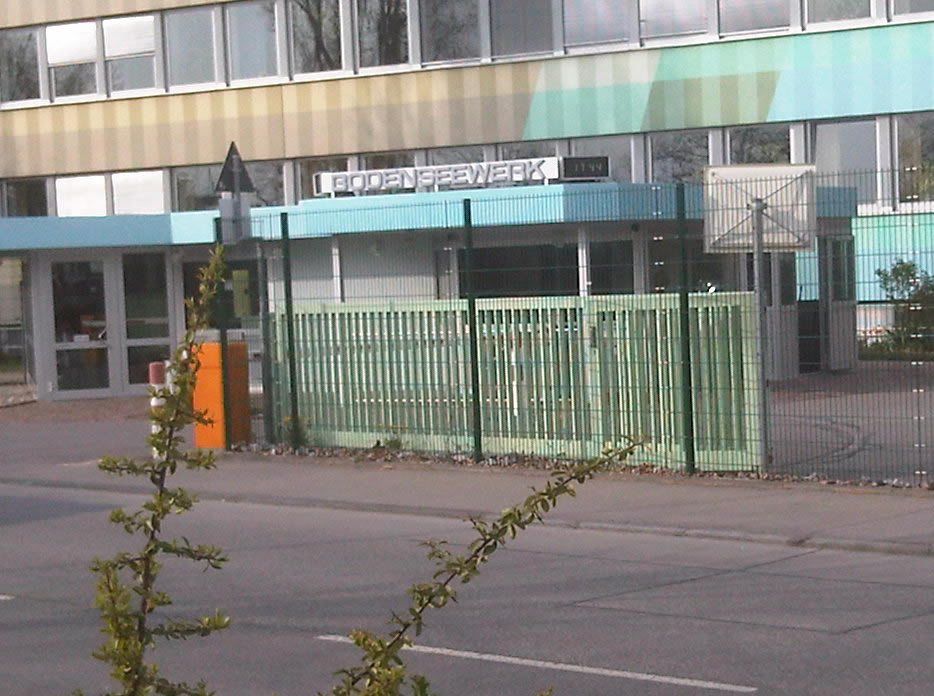
Hauptpforte des Bodenseewerkes in Überlingen

Das Bodenseewerk war ein Anfang der 1940er Jahre in Überlingen angesiedeltes Rüstungs- und Technologieunternehmen. Auch wenn das ursprüngliche Bodenseewerk heute nicht mehr existiert, so befinden sich auf dem Gelände weiterhin verschiedene Unternehmen, die die früheren Aktivitäten des ehemaligen Bodenseewerkes teilweise fortführen.

## Geschichte

### Ursprung
Anfang der 1940er Jahre wurden die Rüstungsaktivitäten der Berliner Askania Werke AG zunächst nach Konstanz und später nach Überlingen am Bodensee verlagert. Kurt Wilde, der damalige Leiter des Luftfahrtgerätewerks der Askania-Werke, kam gegen Kriegsende aus strategischen Gründen an den Bodensee, der zu dieser Zeit zur amerikanischen Besatzungszone zählte. Mit einem kleinen Team von Ingenieuren sollte er hier einen Flugzeug-Torpedo entwickeln.

### Nachkriegszeit
Nach Ende des Zweiten Weltkriegs wurden 1947 die Askania Werke AG Bodenseewerk Überlingen gegründet. Noch im selben Jahr wurde mit dem Aufbau einer zivilen Produktion begonnen. Um in der schwierigen Nachkriegszeit zu überleben, wurden mit dem vorhandenen Wissen die verschiedensten Dinge entwickelt und gebaut, für die eine Verkaufschance gesehen wurde: Schraubstöcke, Marschkompasse, Kugelschreiber, Bleistiftspitzer, Tonbandgeräte oder Sonnenbrillen. Schließlich hatte man auch insbesondere optisch anspruchsvolle Produkte wie Kinetheodoliten, also Geräte zur Flugbahnbestimmung von Raketen oder Entfernungsmesser im Programm. 1949 wurde die Firma in eine GmbH umgewandelt, um eigene Bankkredite und Gelder des Marshallplans erhalten zu können.

### Analytik-Aktivitäten
1954 erwarb die amerikanische Perkin-Elmer Corporation die Mehrheit der Gesellschaftsanteile, um das feinmechanische und optische Unternehmenswissen für die Entwicklung und Produktion von Automatisierungstechnik und anspruchsvollen Analysegeräten zu nutzen. Das Unternehmen firmierte fortan unter Bodenseewerk Perkin-Elmer GmbH & Co. KG.
Aus diesen Aktivitäten entstand im Askaniaweg in Überlingen auch das „Weltweit größte Museum für Instrumentelle Analytik“, das ab 2000 teilweise an die TU Clausthal transferiert wurde.
Nach knapp fünf Jahrzehnten wurde der erfolgreiche Geschäftsbereich allerdings 2001 eingestellt, nachdem der US-Konzern EG&G 1999 diesen aufkaufte, den Firmennamen Perkin-Elmer übernahm, und in der Folge alle Aktivitäten im Bereich der instrumentellen Analytik in Überlingen beendete. Teile der Belegschaft und Gebäude wurden später von der thüringischen Analytik Jena übernommen.
Die ab Mitte der 1990er Jahre im Bodenseewerk entstandenen Aktivitäten im Bereich der Laborautomation für die Biotechnologie wurden 1999 von der US-amerikanischen Applera Corporation teilweise weitergeführt bzw. von der deutschen CyBio AG, einem Ableger der thüringischen Jenoptik, übernommen.

### Luftfahrt-Aktivitäten
Nach Kriegsende waren in Deutschland sämtliche Luftfahrtaktivitäten vorübergehend untersagt. 1958 wurde allerdings die Entwicklung von Flugreglern wieder aufgenommen, und 1960 – mit dem Auftrag für das europäische Sidewinder-Programm – wurde hierzu eine eigene Tochtergesellschaft unter der Bezeichnung Fluggerätewerk Bodensee GmbH, gegründet. 1968 erfolgte die Umfirmierung in Bodenseewerk Gerätetechnik GmbH (BGT). In der Meeresgeologie war BGT bekannt für ihre Gravimeter für den Gebrauch auf Schiffen.
1989 übernahm die Diehl-Gruppe aus Nürnberg, ein internationales Technologieunternehmen im Familienbesitz, 80 % der BGT-Anteile. Minderheitsgesellschafterin mit 20 % wurde das französische Unternehmen Aerospatiale-Matra.
2000 wurde der Geschäftsbereich Regelung und Navigation aus dem BGT herausgelöst und unter Beteiligung des französischen Technologiekonzerns Thales als eigenständiges Diehl-Unternehmen für die Luftfahrzeugausrüstung etabliert, das zunächst unter Diehl Avionik Systeme GmbH an den Markt ging.

## Nachfolgeunternehmen
Das Bodenseewerk bzw. die daraus entstandenen Nachfolgeunternehmen am Standort Überlingen, firmieren heute allesamt als Unternehmen der Diehl-Gruppe:
- Diehl Aerospace GmbH, ein Luftfahrzeugausrüster
- Diehl Aviation, Sitz des Diehl-Teilkonzerns der alle Luftfahrtaktivitäten bündelt (bis etwa 2008, danach Laupheim)
- Diehl BGT Defence GmbH & Co. KG, ein Technologie- und Rüstungsbetrieb
- Diehl Defence, Sitz des Diehl-Teilkonzerns der alle Rüstungsaktivitäten bündelt

Auf dem Betriebsgelände in der Alten Nußdorfer Straße residieren auch einige weitere kleinere Unternehmen, die sich zumeist aus dem Umfeld der ursprünglichen Bodenseewerke entwickelt haben und die das Betriebsgelände zu einer Art ‚Technologiepark‘ machen.

## Trivia
Obwohl das Unternehmen eine wechselvolle Geschichte erlebt hat und sich die Firmennamen dabei mehrfach geändert haben, werden die bis heute hier residierenden Unternehmen in der Region umgangssprachlich weiterhin oft als ‚Bodenseewerke‘ bezeichnet. Dieses dokumentiert auch die Hauptpforte zum Betriebsgelände, die unverändert den Namen „Bodenseewerk“ trägt.
Die Sportaktivitäten der Mitarbeiter aller Überlinger Diehl-Unternehmen firmieren weiterhin gemeinschaftlich unter Bodenseewerk Betriebs-Sport-Gemeinschaft (BSG). Der Überlinger Seglerhafen beim Ostbad entstand ursächlich aus der Segelabteilung der BSG.
Die westlich entlang des Betriebsgeländes verlaufende Straße ist nach dem ersten Geschäftsführer Kurt Wilde benannt.
Die noch heute verwendeten Gebäudebezeichnungen (z. B. A3, A4, F1, E4) sind ein Relikt aus der Vergangenheit und dokumentieren die Unternehmensgeschichte: ‚A‘ stand ursprünglich für ‚Analysengerätewerk‘, ‚F‘ für ‚Fluggerätewerk‘ und ‚E‘ für ‚Erweiterungsgebäude‘.
Die erste Niederlassung des Bodenseewerks in Überlingen (damals Askania-Werke) befand sich im Askaniaweg (Gebäude ‚A1‘) und beherbergt heute ebenfalls verschiedene kleinere Unternehmen, darunter auch die Analytik Jena. Ein weiterer Standort (Gebäude ‚A2‘) befand sich hinter dem ehemaligen Grundstück der Kramer-Werke (heute MTU) im Schilfweg und existiert heute nicht mehr. Die Gebäudenummern ab ‚A3‘ sowie alle ‚F‘ und ‚E‘ befinden sich in der Alten Nußdorfer Straße.